# なよろサンピラーユースホステル
なよろサンピラーユースホステルは、日本ユースホステル協会に加盟している、北海道名寄市日進にあるユースホステル。

## 休館

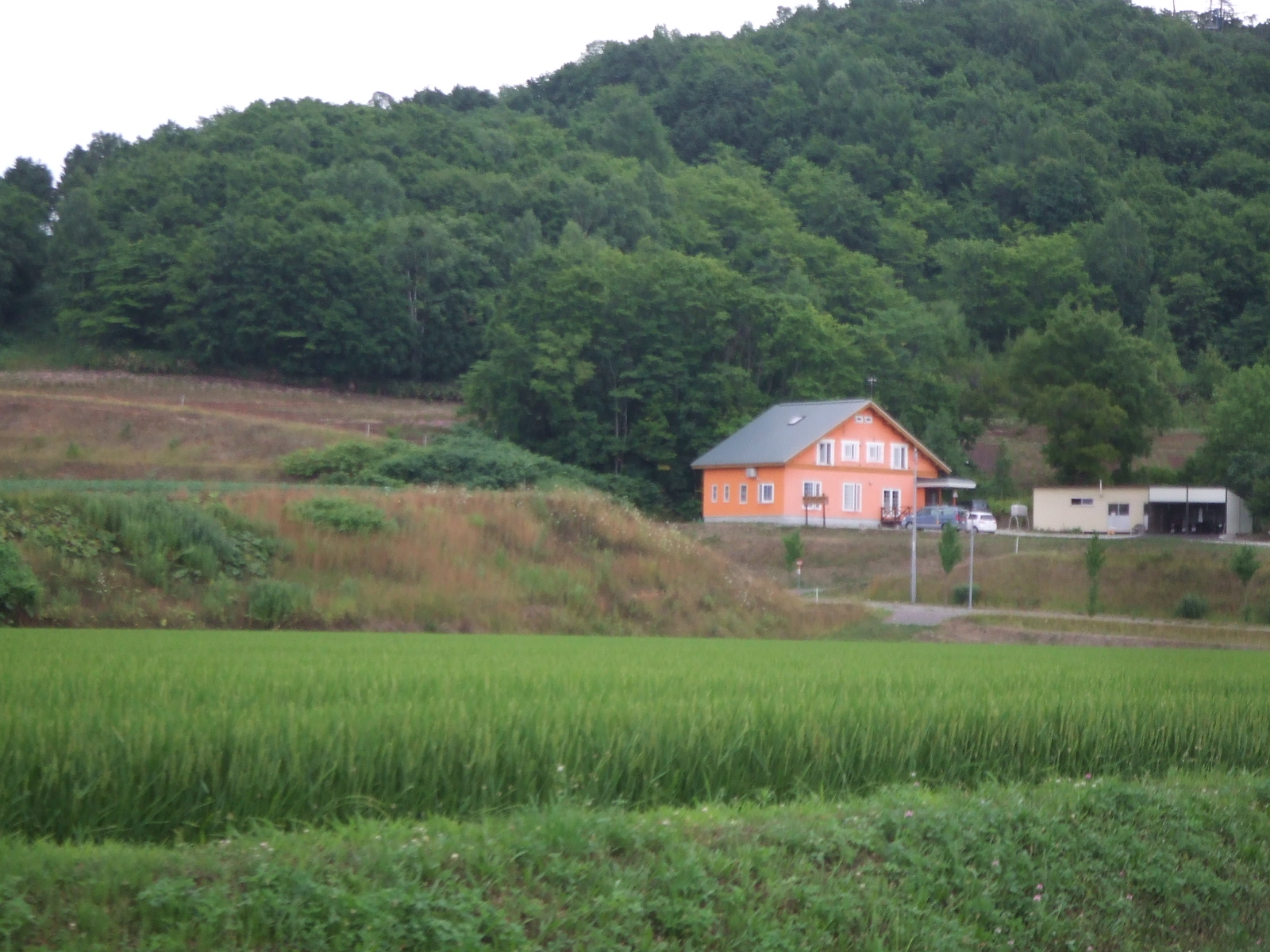
遠景

- 4月上旬頃、11月中旬頃

## アクセス
- JR宗谷本線・日進駅より徒歩5分。
- 名士バス日進ピヤシリ線・ユースホステル前下車すぐ。

## 周辺情報
- 名寄ピヤシリスキー場
- 名寄市北国博物館